# IX Liceum Ogólnokształcące im. Zygmunta Wróblewskiego w Krakowie
IX Liceum Ogólnokształcące im. Zygmunta Wróblewskiego – publiczne liceum ogólnokształcące znajdujące się w Krakowie, w dzielnicy V Krowodrza przy ulicy Kazimierza Czapińskiego 5, w Krowodrzy.

## Historia
Szkoła powstała w roku 1958 jako szkoła podstawowa. Wkrótce przekształcona została w liceum i działała jako placówka 11-letnia. Od 1968 roku została przekształcona w liceum czteroletnie. Na patrona szkoły wybrano profesora Uniwersytetu Jagiellońskiego Zygmunta Wróblewskiego.
W ciągu ponad 50 lat działalności szkoły jej mury opuściło ponad 8 tys. absolwentów.

### Dyrektorzy[3]
- 1958–1971 – Henryka Sadowska
- 1971–1981 – Barbara Kluczewska
- 1981–1992 – Irena Pluta
- 1992–2002 – Zdzisław Kucharski
- 2002–2018 – Anna Urbańska
- od 2018 – Aleksandra Pagacz-Pociask

## Absolwenci
- Ewa Bąkowska – bibliotekarka, harcerka, działaczka Stowarzyszenia Rodzin Katyńskich
- Bogusław Frańczuk – naukowiec, chirurg[4]
- Wojciech Gawlik – naukowiec, fizyk[4]
- Małgorzata Jaworska – pianistka
- Maria Jaworska-Michałowska – architekt
- Paweł Jakub Korombel – aktor, tłumacz literatury angielskiej[5]
- Mariusz Kwiecień – śpiewak operowy
- Grzegorz Lewicki – naukowiec, matematyk[4]
- Jerzy Pilch – pisarz[2]
- Barbara Rejduch – naukowiec, zootechnik[4]
- Zbigniew Wassermann – polityk, prawnik, prokurator[2]
- Bronisław Wildstein – dziennikarz, publicysta[2]
- Radosław Zawrotniak – szpadzista, srebrny medalista igrzysk olimpijskich w Pekinie (2008)[5]